# 오건일 (1913년)
오건일(吳健一, 1913년 ~ ?)는 일제강점기와 대한민국 건국 초기의 법조인이다.

## 생애
제주도 남제주군 출신으로 1941년에 일본 간사이 대학 법학부 영문과를 졸업했다. 대학 재학 중인 1939년에 고등문관시험에 합격하여 법조계에 들어섰다. 경성지방법원 사법관시보를 거쳐 조선총독부 판사로 임용되었고, 평양지방법원 판사를 지냈다.
해방 후 군정청 법무국에서 일본인 적산 재산을 담당하는 특별재산심판소에서 근무 하는 등 미군정에서도 계속 판사로 활동했다. 1947년에는 서울에서 변호사를 개업했으며, 사법신문사 사장과 사법관시보시험위원, 법전편찬위원 등을 지냈다.
아사히 신문 기자였던 정국은이 1949년에 반민족행위처벌법으로 구속되었을 때 그의 변호를 맡은 바 있다. 국회 프락치 사건 때는 노일환의 변호인이었다.
한국 전쟁 중인 1950년에 서울에서 행방불명되었다. 조선민주주의인민공화국으로 납치된 것으로 생각된다.
2008년 민족문제연구소가 발표한 친일인명사전 수록예정자 명단 사법 부문에 선정되었다.

## 역대 선거 결과
| 실시년도 | 선거   | 대수 | 직책     | 선거구        | 정당   | 득표수  | 득표율          | 순위 | 당락 | 비고 |
| -------- | ------ | ---- | -------- | ------------- | ------ | ------- | --------------- | ---- | ---- | ---- |
| 1950년   | 총선   | 2대  | 국회의원 | 제주 남제주군 | 무소속 | 4,651표 | \| \| 13.35% \| | 2위  | 낙선 |      |
|          | 13.35% |      |          |               |        |         |                 |      |      |      |

## 참고 자료
- 오건일(吳健一) - 국사편찬위원회